# Научно-технолошки парк Ниш
Научно-технолошки парк Ниш (НТП), свечано отворен 10. јуна 2020. године, организација је која у блиској сарадњи са Универзитетом и академском заједницом обезбеђује инфраструктуру и услуге за помоћ иновативним предузећима у остваривању пословних успеха на тржишту, посебно у области високих технологија. Град Ниш је као центар региона, са јаким индустријским окружењем, изабран као идеално место за развој нових старт ап технолошких компанија и комерцијализацију научних истраживања, не само у Србији већ и у овом подручју Европе.

## Положај
Парк је изграђен на локацији Градско поље, у непосредној близини техничких факултета и има бруто развијену грађевинску површину од око 13.977 m2.
Око објекта је паркинг, као и уређен парк са фонтанама, а у подруму зграде се налазе гараже и фитнес центар површине 400 m2.

## Задаци
Научно-технолошки парк у Нишу представља регионални центар Републике Србије са задатком да обезбеди:
- динамични развој иновативног научно технолошког предузетништва,
- интернационалну промоцију пројеката и компанија,
- основу за реинжењеринг привреде региона и јачање њене глобалне конкурентности.

## Услуге
| Правно административне услуге  | Обезбеђиује потпуну административну и правну подршку новооснованим стартап компанијама. |
| Маркетинг и промоција          | Пружа помоћ при дефинисању циљних група. Пружа могућност да што више људи чује за одређену компанију. Даје подршку компанијама приликом избора алата којима ће постићи максимум у свом пословању.                                 |
| Ментори                        | Обезбеђује сарадњу са неким од најјуспешнијих светских имена из поља бизниса . Пренесе своје дугогодишње знање и непроцењиво искуство, што представља јединствену могућност.                                                      |
| Индивидуална саветовања        | Пружа подршку пословању индивидуалним саветовањем и то у области развоја пословног модела на основу леан методологије и других саветовања.                                                                                        |
| Подршка у приступу финансијама | Пружа сваки вид стручне подршке компанијама како би реализовале свој финансијски план и приступиле конкурсима, фондовима… |
| Приступ младим талентима       | Сарадња са универзитетом пружа приступ бази најбољих младих, високообразованих кадрова, што представља немерљив потенцијал. |
| Умрежавање                     | НТП повезује све кориснике са онима који су већ прешли пут којим су управо кренули. Својим примером помажете другима али и други помажу вама.                                                                                     |
| 3Д лабораторија                | Иновациона лабораторија је намењена станарима Центра и учесницима програма подршке и састоји се из 3Д принтинг лаб-а који садржи најновије 3Д штампаче, у ком млади предузетници могу радити на развоју својих хардверских решења |

## Музеј  индустријске и технолошке баштине
У једном делу зграде НТП је Музеј  индустријске и технолошке баштине, настао као резултат вишегодишњег залагања и ангажовања чланова Удружења за неговање индустријске баштине и промоцију напредних технологија (ПРОМО ИБиНТ).
Изложба „Заводи РР – ЕИ – Корени напредних технологија“ као прва поставка Музеја представља индустријску и технолошку баштину из историјата Електронске индустрије Ниш у којој су изложени занимљиви примерци електронских уређаја  из историјата ове фабрике од 1948. до 2000.године.
Најстарији експонат представља рентгенску цев, а поставку употпуњују бројни производи из асортимана широке потрошње: телевизори, радио апарати итд.